# 第4軍団 (ドイツ国防軍)
第4軍団(だいよんぐんだん、ドイツ語: IV. Armeekorps)は、第二次世界大戦中のドイツ国防軍の部隊である。

## 歴史
1934年10月1日、第4軍団はドレスデンの第4軍管区で、ヴァイマル共和国軍の第4歩兵師団から編成された。
1943年1月31日にスターリングラードの戦いで壊滅すると、1943年7月20日に再編成された。
1944年10月10日に改組され、第4装甲軍団となった。

## 作戦区域
- ポーランド （1939年–1940年)
- フランス侵攻 (1940年–1941年)
- 東部戦線（1941–1942年)
- スターリングラード （1942–1943年）
- 東部戦線 (1943年–1944年)[2]